# Rodrigo Silva (futbolista)
Rodrigo Gonçalves de Oliveira Lopes Silva (São Paulo, 16 de noviembre de 1982) es un exfutbolista brasileño. Jugaba como delantero.

## Trayectoria
El atacante carioca empezó su carrera en Brasil, en donde comenzó en el Rio Branco Sport Club.
En la temporada 2005-06, Rodrigo compitió por vez primera en el continente europeo en las filas del Sandefjord Fotball de Noruega. Tras su paso por el país nórdico, Silva regresó de nuevo a Brasil para militar de nuevo en el Rio Branco y en el Grêmio Esportivo Juventus. Su paso allí fue breve, ya que retornó a Europa para jugar en el KÍ Klaksvík de las Islas Feroe.
A continuación, emigró a Ucrania para jugar en el FK Karpaty Lviv y posteriormente a Azerbayán para fichar en el FK Standard Sumgayit de la Premier Ligassi azerbayana. Destacada fue su aportación en la liga de Azerbayán.
Pasaría después por el Nea Salamina Famagusta de Fútbol, club del cual ficharía en verano de 2010 por la Sociedad Deportiva Huesca, en la que sería su única experiencia en España.